# شيآن واي-20
شيآن واي-20 (بالإنجليزية: Xian Y-20)‏ (Chinese: 运-20)، هي طائرة نقل عسكرية كبيرة. يجري تطوير مشروعها من قبل شركة شيآن لصناعة الطائرات وأطلق مشروعها رسميا في عام 2006. والاسم الرمزى الرسمي للطائرة هو كون بنغ (بالإنجليزية: Kunpeng)‏((بالصينية: 鲲鹏)). وهو اسم لطائر أسطوري صيني يمكن أن يطير آلاف الكيلومترات. ومع ذلك، فأنه في صناعة الطيران الصينية نفسها، تعرف الطائرة أكثر باسمها المستعار «الفتاة السمينة» (بالإنجليزية: Chubby Girl)‏ ((بالصينية: 胖妞))، وذلك لأن جسم الطائرة أوسع مقارنة مع الطائرات الصينية التي أنتجت سابقا في الصين.

## المشغلين
الصين - سلاح جو جيش التحرير الشعبي: اثنتان من الطائرات على الاقل تتمركز في القاعدة الجوية في (Qionglai) منذ يوليو 2016

## مواصفات تقديرية
الخصائص العامة
- الطاقم: 3: طيار، مساعد طيار، ومسؤول حمولة
- الحمولة: 66 طن[10] (145,505 رطل)
- الطول: 47 m[11] (154.2 قدم)
- باع الجناح: 45 m[12] (147 قدم ~ 164 قدم)
- الارتفاع: 15 متر (49.2 قدم)
- مساحة الجناح : 330 متر² (3550 قدم²)
- الوزن فارغة: 100,000 كغم (220,400 رطل)
- وزن الإقلاع الأقصى: 220,000 كغم (485,000 رطل)
- محرك الطائرة: 4 ×  محرك عنفي مروحيs Soloviev D-30KP-2 (WS-20 تخطيط مستقبلي)

الأداء
- سرعة العبور: ماخ 0.75 (918 م / ساعة)
- مدى (طائرة): 4,500 كم مع حمولة قصوى، 7800 كم مع 40 طن، 10,000+ كم مع مظليين. ()
- سقف الخدمة: 13,000 متر (42,700 قدم)
- Max. حمولة الجناح: 710 كغم / متر² (145 رطل / قدم مربع²)

## طائرات مشابهة
- بوينغ سي-17 غلوب ماستر 3
- إليوشن إي أل-76